# Neil Johnston
Donald Neil Johnston (* 4. Februar 1929 in Chillicothe, Ohio; † 28. September 1978 in Bedford, Texas), genannt Gabby, war ein US-amerikanischer Basketballspieler. Zwischen 1951 und 1959 spielte er in der US-Profiliga NBA für die Mannschaft der Philadelphia Warriors. Johnston war 2,03 Meter groß und spielte auf der Position des Centers.
Ursprünglich wollte Johnston Baseball-Profi werden und spielte kurze Zeit sogar für die Philadelphia Phillies. Doch dass Baseball nicht der richtige Sport für jemanden seiner Größe war, erkannte neben Johnston auch Eddie Gottlieb, Besitzer der Warriors. Dieser nahm ihn 1951 unter Vertrag. Johnston spielte acht Jahre für die Warriors, 1953 bis 1955 führte er die NBA im Scoring an. 1956 war er Teil der Warriors-Meistermannschaft, zu der auch Paul Arizin und Tom Gola gehörten.
Johnston starb im Alter von 49 Jahren an einem Herzanfall. Am 15. Mai 1990 wurde er posthum in die Naismith Memorial Basketball Hall of Fame aufgenommen.